# Викривлення свердловин

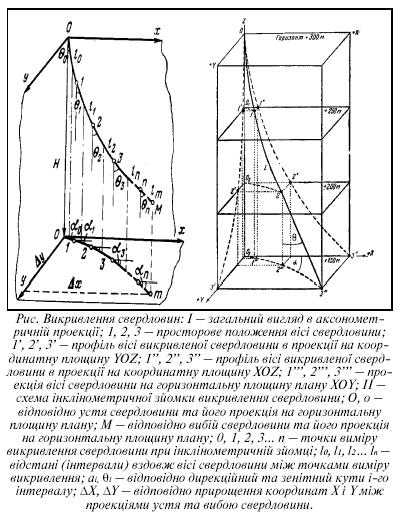
Викривлення свердловин

Викривлення свердловин (рос. искривление скважин; англ. hole distortion, borehole crooking; нім. Bohrlochkrümmung f, Bohrlochabweichung f) — відхилення свердловин у процесі буріння від заданого напрямку.

## Загальний опис
Викривлення свердловин викликане геологічними умовами (сланцюватість, тріщинуватість, анізотропія гірських порід, різний кут падіння, неоднакова міцність гірських порід, різнорідні гідрогеологічні умови, пустоти і ін.), особливостями технології буріння (спосіб і режим буріння, частота обертання породоруйнуючого інструменту, режим промивання і якість промивного розчину і ін.) і технічними умовами (застосування бурильних компоновок неоптимальних розмірів, поганої якості і ін.). Розрізняють В.с. в горизонтальній площині (азимутальне викривлення) або у вертикальній площині (зенітне викривлення). Величина викривлення свердловин визначається за допомогою інклінометрів і сягає від декількох до сотень метрів.

Рис. Проекції траєкторій викривлених свердловин: 1 — профіль свердловини; 2 — план свердловини; А — відхилення вибою свердловини від вертикалі (зміщення); а — плоске викривлення свердловини (викривлення в одній площині); б, в — просторове викривлення свердловини

Викривлення свердловини — зміна геометрії свердловини під дією факторів буріння.
Траєкторія свердловини в загальному випадку є складною просторовою кривою, котра характеризується одночасною зміною ряду параметрів. Одні параметри вимірюються в процесі інклінометрії, інші розраховують і використовують при вирішенні цілого ряду практичних задач скерованого буріння.

## Різновиди
Викривлення свердловин азимутальне — викривлення свердловини в горизонтальній площині; характеризується планом свердловини, побудованим за результатами інклінометричної зйомки, інтервалами виміру лінійних li і кутових αi, θi, величин уздовж осі свердловини. Тут αi, βi, — відповідно азимут і зенітний кут інтервалу li.
У сучасній нафто- та газовидобувній промисловості буріння складнопрофільних свердловин стало важливим інструментом для підвищення ефективності розробки родовищ, особливо у складних геологічних умовах та при обмеженому доступі до продуктивних зон. До таких свердловин належать конфігурації типу «риб’яча кістка» (англ. fishbone well) та «березовий листок» (англ. birch leaf well), що є варіантами горизонтального або багатовідводного буріння з метою максимального охоплення продуктивного шару.

## Наслідки довільного викривлення свердловин
Самовільне викривлення свердловин у більшості випадків є вкрай небажаним.
У результаті самовільного викривлення виникають ускладнення, які негативно впливають на процес подальшого буріння свердловини, її експлуатацію та розробку родовища.
Викривлення свердловини може призвести до значних помилок при оцінці родовища: може бути завищена потужність пласта або спотворена розвідувальна сітка. Викривлення свердловини може бути причиною неправильного вибору способу розкриття продуктивних пластів.
При геологічній інтерпретації результатів буріння спотворюються дані про фактичні запаси нафти, глибини залягання та товщини пластів, кути їх падіння. В результаті цього можуть бути неправильно запроектовані глибини спуску обсадних колон, що призведе до невдалого розмежування пластів.
Через самовільне викривлення свердловин погіршуються умови орієнтованого відбору керна, пластового флюїду, а також ускладнюється прив'язка до реперних точок.
Крім того, самовільне викривлення свердловин створює технічні труднощі у процесі буріння, основними з яких є:
1. Збільшується довжина ствола свердловини, витрати на її спорудження,.
2. Ускладнюється виконання спуско-підіймальних операцій через збільшення сили тертя між трубами та стінками свердловини, затягування при підйомі та посадки при спуску інструменту.
3. Інтенсифікується знос елементів бурильної колони, що зумовлює збільшення її аварійності.
4. Зростає енергоємність буріння.
5. Посилюється жолобоутворення та обвалювання порід через тертя бурильної колони об стінку свердловини.
6. Утруднюється спуск обсадних колон та інтенсифікується їх знос.
7. Погіршується якість цементування через ексцентричне розташування обсадних колон у свердловині.
8. Виникає небезпека зім'яття обсадних колон у місцях перегинів ствола.
9. Ускладнюється проведення інклінометричних робіт та збільшується об'єм замірів у свердловині.
Негативні наслідки викривлення свердловин проявляються і після здачі її в експлуатацію:
1. Порушується сітка розробки родовища.
2. Погіршується ізоляція продуктивних горизонтів.
3. Інтенсифікується знос та можливе протирання обсадних колон, насосно-компресорних труб та насосних штанг.
4. Частіше намиваються піскові корки та частіше відбувається відкладання парафінів.
5.Ускладнюється процес проведення підземного та капітального ремонтів свердловин.
6. Погіршується ізоляція продуктивних горизонтів.
7.Ускладнюється контроль за станом родовища у процесі його розробки.
1.3 Основні поняття про викривлення свердловини
Зенітний кут свердловини характеризує відхилення осі свердловини від вертикалі і є кутом між вертикаллю і дотичною до осі в розглядуваній точці.
Зенітне викривлення в інтервалі між точками 1 і 2 . В чистому виді зенітне викривлення має місце лише при викривленні у вертикальній площині. В загальному випадку воно як складова частина просторового викривлення не має конкретного геометричного образу, а є лише абстрактним алгебраїчним виразом, який визначає різницю між величинами зенітного кута свердловини, кожна з яких виміряна в різних точках траєкторії. Зенітний кут свердловини теоретично може змінюватися в межах.
Азимутальний кут, або азимут свердловини, характеризує напрям відхилення осі свердловини від вертикалі, відраховується у горизонтальній площині і є кутом між напрямом на північ по магнітному меридіану або іншим реперним напрямом і горизонтальною проєкцією дотичної до осі свердловини в розглядуваній точці. Азимутальний кут відраховується за ходом годинникової стрілки, тобто вправо, від реперного напряму до напряму горизонтальної проєкції дотичної і вимірюється в межах . Азимутальне викривлення в інтервалі між точками 1 і 2 може бути додатним при зміні азимута вправо чи від'ємним при зміні азимута вліво. В чистому вигляді без зенітного викривлення воно спостерігається при формі траєкторії у вигляді гвинтової лінії з постійним нахилом, або при переході з лівої навивки в праву чи навпаки. Важливо, щоб при цьому розгортка траєкторії на вертикальну площину була нахиленою прямою.
Азимутальне викривлення слід також розглядати як складову частину просторового викривлення у поєднанні із зенітним викривленням.

## Вплив геологічних причин на викривлення свердловини
При бурінні свердловини будь-яким способом до певної міри має місце самовільне викривлення її ствола. Тому попередження цього явища має важливе значення для забезпечення ефективності бурових робіт.
При накопиченні фактичного матеріалу про траєкторію свердловини стає можливим виявлення основних факторів, які зумовлюють її викривлення, та встановлення закономірностей самовільного викривлення.
Існують різні думки про причини викривлення свердловин. Значна група авторів вважає, що основною причиною викривлення є геологічні умови (головним чином, різниця твердості або буримості гірських порід). Інші автори вважають основною причиною викривлення є втрата колоною бурильних труб прямолінійної форми.
Третя, найбільша група авторів вважає, що основними причинами викривлення є геологічні умови, непрямолінійність колони бурильних труб, перекошування долота у свердловині, а також дія деяких технічних та технологічних факторів.
У різних геолого-технічних умовах самовільне викривлення свердловин проявляється по-різному. Свердловини можуть виположуватись, викручуватись, відхилятись вправо або вліво. Різною є також інтенсивність викривлення. Це свідчить про те, що викривлення свердловин відбувається при комплексній дії багатьох факторів, вплив яких у різних умовах неоднаковий.
Практично встановити вплив окремого фактора на викривлення свердловини важко. Проте, за кінцевими результатами викривлення можна виділити фактори, які визначають його закономірності, та фактори, що спричиняють випадкове викривлення.
Щоб запобігти самовільному викривленню свердловин, потрібно розробити та впровадити комплекс спеціальних техніко-технологічних заходів, що в свою чергу вимагає вивчення причин викривлення.
Загальноприйнятою є думка, згідно з якою основними причинами викривлення свердловин є сукупність геологічних, технічних і технологічних факторів.
Поняття «геологічні причини» викривлення умовне і узагальнююче. Під ним розуміють прояв певних властивостей або стану гірських порід, які спричиняють викривлення свердловин. При бурінні в пластах, які різняться за будовою, фізико-механічними властивостями порід, та характеристиками залягання, швидкість руйнування порід в окремих точках вибою різна.
До основних геологічних причин, що найістотніше впливають на викривлення, належать:
− анізотропія гірських порід;
− нашарування пластів з різною твердістю порід або під різним кутом до горизонту;
− наявність зон із м'якими, незцементованими або сильно зруйнованими породами, різних [диз'юнктив]них порушень;
− тверді включення в м'які незцементовані породи;
− великі пустоти або порожнини.
Анізотропія обумовлена насамперед мінералогічним складом гірських порід, оскільки властивості породоутворюючих мінералів різні.
Орієнтація мінералів, що характеризує їх текстуру, теж визначає анізотропію порід. Найбільшу анізотропію мають породи, у яких мінерали, які мають голчату, пластинчату або лускоподібну форму, орієнтуються по паралельних площинах.
При цьому виділяють плоско паралельні або трахітоїдні, гнейсоподібні або сланцюваті, стрічкові або флюїдальні текстури.
Породи з текстурою такого типу легше розколюються або руйнуються у напрямку, паралельному площинам нашарування. Часто ці площини збігаються з напластуванням порід, які складають всю товщу пласта. При бурінні опір руйнуванню таких порід у напрямку, перпендикулярному до площин напластування менший ніж в інших напрямках. Відповідно буримість завжди вища у напрямку, перпендикулярному до площини шаруватості чи подільності, ніж в будь-якому іншому напрямку.
Вплив анізотропії гірських порід на викривлення свердловини оцінюють буровим індексом анізотропії.
Через одностороннє руйнування вибою викривлення відбувається ступінчасто. Механізм викривлення ствола такий. У просторі, вибуреному по контуру епюра руйнування, торець породоруйнівного інструменту намагається зайняти таке положення, при якому його центральна вісь збігається із серединою овалу. По мірі вивільнення простору після кожного оберту породоруйнівного інструменту він пересувається у сторону найінтенсивнішого розбурювання стінки свердловини.
Цей процес триває до тих пір, поки має місце асиметричне руйнування вибою та стінок свердловини. Очевидно, він припиниться тоді, коли вісь свердловини займе положення, перпендикулярне напластуванню.
Якщо орієнтація породоруйнівного інструменту збігається з площиною напластування порід, швидкість руйнування стінок свердловини досягне максимальної величини, а умови руйнування вибою будуть найгіршими. Положення долота буде найменш стійким. При найменшому відхиленні ствола свердловини від напряму напластування зенітний кут буде збільшуватись у довільному напрямку з найбільшим темпом.
Якщо не брати до уваги інші фактори, то в анізотропних породах свердловина завжди відхиляється у напрямку найменшого опору порід руйнуванню. При кутах зустрічі γ = 90° (перпендикулярно напластуванню) або γ = 0 (паралельно напластуванню) свердловина теоретично не повинна викривлятись. Викривлення відбувається тільки під дією технічних і технологічних причин.
При кутах зустрічі 0≤γ≤90° незалежно від кута нахилу осі свердловини вона буде відхилятись під дією геологічних факторів з інтенсивністю, яка залежить від бурового індексу анізотропії, величини кута зустрічі та інших причин, які можуть посилювати чи послаблювати вплив геологічних факторів.
При бурінні похилої свердловини у напрямку, протилежному падінню пластів, відбувається сумісна дія практично всіх факторів, які сприяють викривленню.
При бурінні похилої свердловини у напрямку падіння пластів дія геологічних факторів протилежна дії технічних і технологічних. Інтенсивність викривлення буде невеликою.
Таким чином, інтенсивність викривлення під дією геологічних факторів залежить від кута зустрічі осі свердловини з площиною нашарування або лінією найменшого опору породи руйнуванню.
Дослідженнями встановлено, що інтенсивність викривлення максимальна при γ = 45°. У випадках, коли кут зустрічі змінюється незначно, інтенсивність викривлення також мало змінюється.
При бурінні у розрізах з чергуванням порід різної твердості, виникають умови, що сприяють викривленню свердловини.